# Eterosonycha
Genre
Synonymes
- Textricella Hickman, 1945

Eterosonycha est un genre d'araignées aranéomorphes de la famille des Anapidae.

## Systématique
Le genre Eterosonycha a été créé en 1932 par l'arachnologiste australien L. S. G. Butler (d) avec pour espèce type Eterosonycha alpina.

## Distribution
Les espèces de ce genre sont endémiques d'Australie. Elles se rencontrent en Nouvelle-Galles du Sud, au Victoria et en Tasmanie.

## Liste des espèces
Selon World Spider Catalog (version 17.5, 23/11/2016) :
- Eterosonycha alpina Butler, 1932 - espèce type
- Eterosonycha aquilina Rix & Harvey, 2010
- Eterosonycha complexa (Forster, 1959)
- Eterosonycha ocellata Rix & Harvey, 2010

## Publication originale
- (en) L. S. G. Butler, « Studies in Australian spiders, No. 2 », Proceedings of the Royal Society of Victoria. New series, Melbourne, Inconnu, vol. 44, no 2,‎ 1932, p. 103-117 (ISSN 0035-9211, lire en ligne).